# Mbuji-Mayi
Mbuji-Mayi (původně Bakwanga) je město v Demokratické republice Kongo. Je metropolí provincie Kasai-Oriental a podle odhadů v něm žije přes dva miliony obyvatel. Je druhým největším městem Konga, těsně před Lubumbashi. Je centrem obchodu s diamanty v zemi.

## Přírodní poměry a poloha
Mbuji-Mayi se nachází v oblasti s názvem Luba v povodí řeky Sankuru. Protéká ním stejnojmenná řeka. 

## Historie
Město založili Belgičané v roce 1910 pod názvem Bakwanga. O osm let později zde skot George Young objevil naleziště diamantů. V okolí se mimo jiné těžil i kaučuk. Podobu a rozvoj města udávala Společnost pro těžbu diamantů Société Minière de Bakwanga. Díky ní bylo jedním z tahounů celého národního hospodářství.
Od 80. let 20. století trvá dramatický nárůst počtu obyvatel a zcela živelný růst města. To vytvořilo výbušnou politickou i společenskou situaci. Občanská válka znamenala úpadek kdysi hospodářsky prosperujícího sídla. V roce 1997 dobyly město jednotky Laurenta Kabily. Po nějakou dobu zde byly přítomné jednotky ze Zimbabwe. 
V roce 2000 překročil počet obyvatel hranici jednoho milionu a po roce 2015 dvou milionů.

## Doprava
Dopravní spojení se zbytkem Demokratické republiky Kongo je zde obtížné. Město má vlastní letiště, které slouží především pro vnitrostátní dopravu. Není zde ale železniční trať, byť úsek do Kanangy již byl vyprojektován. Odlehlost a obtížné spojení dusí místní hospodářství a komplikuje dovoz základních surovin, které jsou drahé.